# ريس ويب-فوستر
ريس ويب-فوستر (بالإنجليزية: Reece Webb-Foster)‏ هو لاعب كرة قدم بريطاني في مركز الهجوم، ولد في 7 مارس 1998 في هاوورث في المملكة المتحدة. لعب مع برادفورد سيتي ونادي برادفورد بارك أفنيو.

## وصلات خارجية
- ريس ويب-فوستر على موقع Soccerway.com (الإنجليزية)